# Бушевец (Тверская область)
Бушевец — деревня в Бологовском районе Тверской области. Относится к городскому поселению Город Бологое.

## География
Деревня находится в 7 км к юго-востоку от города Бологое. В деревне находится железнодорожная станция Бушевец Октябрьской железной дороги.

## Население
| 2010 |
| ---- |
| 26   |

По данным на 1997 год население деревни составляло 52 человека.